# (888) Парисатида
(888) Парисатида (нем. Parysatis) — астероид во внешней части главного пояса астероидов, принадлежащий к спектральному классу S. Астероид был открыт 2 февраля 1918 года немецким астрономом Максом Вольфом в Гейдельбергской обсерватории и назван в честь персидской царицы Парисатиды V века до н. э..

## Орбита
Астероид расположен в центральной части главного пояса астероидов на расстоянии 2,2-3,2 а. е. от Солнца Его орбита имеет эксцентриситет 0,19 и наклон 14° относительно эклиптики. Схожие орбиты имеют астероиды семейства Эвномии, однако согласно иеархической кластеризации Парисатида к этому семейству не относиться.

## Физические характеристики
На основании исследований, проведённых инфракрасными спутниками IRAS, Akari и WISE, диаметр астероида варьируется между 42,18 и 44,749 км, а отражающая способность между 0,139 и 0,158.
По классификации Толена Парисатида соответствует классу кремниевых астероидов S и имеет поглощение электромагнитного излучения с B-V = 0,879 U-B=0,498.
На основании кривых блеска чётко определён период вращения астероида 5,93 ч. При этом изменения блеска равнялось 0,22 звёздной величины, что указывает на несферическую форму астероида.